# 전진바이오팜
전진바이오팜은 대한민국의 펫사료 및 세탁세제 제조 기업이다.

## 개요
천연물 유래 소재를 기반으로 한 유해 동물 피해 감소제, 캡슐 세제, 반려동물용 사료 등 제품 개발 및 제조한다.

## 투자
2023년 10억 원 규모(신주 발행가액 53000원)의 제3자 배정 유상증자하였다.
제3자배정 대상자는 주식회사 다빈비엔에스이였다.
다빈비엔에스와 티엔씨테크의 정체와 납입 능력이 불분명하여 물량털기용 주가 띄우기 시도가 아니었냐는 비판이 존재한다.
유한양행이 생활용품 사업 확대를 위해 투자한 바 있다.